# Prelucă, Alba
Prelucă este un sat în comuna Scărișoara din județul Alba, Transilvania, România.
 Acest articol despre o localitate din județul Alba este deocamdată un ciot. Puteți ajuta Wikipedia prin completarea lui.